# ويل هاريز
ويل هاريز (بالإنجليزية: Will Harries)‏ هو لاعب اتحاد الرغبي بريطاني، ولد في 30 مارس 1987 في كارديف في المملكة المتحدة.